# Ігнатовський Всеволод Макарович
Ігнатовський Всеволод Макарович (19 квітня 1881, Токарі — 4 лютого 1931, Мінськ) — білоруський і радянський історик, педагог, державний та партійний діяч. Академік Білоруської АН (1928), академік ВУАН (1929; нині Національна академія наук України).

## Біографія
Народився в с. Токарі (нині село Брестської області, Білорусь). Закінчив Віленське духовне училище (1896), 1896—1902 навчався в Литовській та Могильовській духовних семінаріях; 1902–05 на історичному відділенні Петербурзького історико-філологічного інституту, 1905–06 і 1909–11 — на історико-філологічному факультеті Юр'євського (нині Тартуський) університету. 1906–09 викладав у школах Гродненської та Олонецької губерній, 1911–20 — у школах м. Мінськ (нині столиця Білорусі) та в Мінському вчительському інституті (1915–18 працював у м. Ярославль (нині місто в РФ), куди Мінський учительський інститут був евакуйований у роки Першої світової війни).
1915 організував культурно-освітню організацію «Наш край» (від 1917 — «Малада Бєларусь», лівоесерівського спрямування). 1920 на базі «Маладой Бєларусі» створив Білоруську комуністичну організацію, що пізніше влилася до Комуністичної партії (більшовиків) Литви та Білорусі. В липні 1920 брав участь у підписанні «Декларації про оголошення незалежності Радянської соціалістичної республіки Білорусь». У липні–грудні 1920 — член Військово-революційного комітету Білорусі, від серпня 1920 — нарком землеробства Білоруської СРР, від 1921 — нарком освіти. 1924 очолив відділ агітації і пропаганди ЦК Комуністичної партії (більшовиків) Білорусі. У 1920-ті рр. — один із творців і провідників політики білорусизації.
Одночасно з липня 1921 — один з фундаторів та член правління Білоруського державного університету, декан педагогічного факультету цього університету. 1926–28 — директор Інституту білоруської культури, а після того, як його було реорганізовано в Білоруську АН обраний першим президентом Білоруської АН (1928). 1929—1931 — перший директор Інституту історичних наук Білоруської АН. 1930 очолив Кафедру історії Білорусі Історико-філологічного відділу ВУАН.
Автор праць з історії Білорусі, особливу увагу приділяв висвітленню історії польського повстання 1863—1864 на території Білорусі.
Наприкінці 1930 — початку 1931 був безпідставно звинувачений у «веденні боротьби проти національної політики партії», зв'язках з контрреволюційною організацією «Союз визволення Білорусі», «націонал-демократичних помилках». Виключений з лав Комуністичної партії (більшовиків) Білорусі та знятий з посади президента Білоруської АН. У грудні 1930 на засіданні комуністичної фракції президії ВУАН також розглядалося питання про виключення І. з дійсних членів ВУАН. Покінчив життя самогубством у м. Мінськ. Реабілітований 1990.